# ديفيد ميرسير (كاتب)
ديفيد ميرسير (بالإنجليزية: David Mercer)‏ هو كاتب زيمبابوي، ولد في 8 مايو 1976.